# Алегорія мистецтв
 Алегорія мистецтв  — картина італійського майстра натюрмортів доби Бароко — Крістофоро Мунарі.
Серед митців північної Італії було декілька прихильників натюрмортів, що орієнтувалися на натуру та твори майстрів Північних країн західної Європи. Серед них і Крістофоро Мунарі. Майстер мав хист до точного відтворення реальних речей з кабінетів прихильників музики, улюблинців кабінетної праці. Він писав натюрморти з фруктами і посудом, як і інші. Але міг створити натюрморт лише з письмовим приладдям, не втрачаючи при відтворенні — поезії шляхетного дозвілля прихильника літератури чи музики. Часте зображення музичних інструментів пізніше призвело до помилкового віднесення творів Мунарі до авторства уславленого Еварісто Баскеніса.
Серед найкращих творів Крістофоро Мунарі, де зовсім нема звичних для натюрмортів фруктів — натюрморт «Алегорія мистецтв». Уособленням щонайменше п'яти різновидів мистецтва в картині Мунарі стають не алегоричні жіночі фігури, а речі з кабінету прихильника мистецтв.
Музичні інструменти та аркуш з нотами уособлюють — музику, палітра художника і пензлі — живопис, рельєф на коштовному глеку та голова у лавровому вінку — скульптуру, декілька видань — літературу. Архітектура виведена кам'яними брилами, що утворюють споруду на кшталт піраміди. Досить строгий відбір речей, що виведені алегоріями мистецтва, надає картині філософського забарвлення і без зображення черапа, свічки, годинника — звичних атрибутів натюрморту ванітас (марнота марнот). Щось подібне робив і представник неаполітанської школи живопису — Джузеппе Рекко.